# Hammond Pond Reservation
Das Gebiet Hammond Pond Reservation ist ein State Park in Newton im Bundesstaat Massachusetts der Vereinigten Staaten. Der Park wird vom Department of Conservation and Recreation (DCR) verwaltet und ist Teil des Metropolitan Park System of Greater Boston. Er wurde nach Thomas Hammond benannt, der im Jahr 1650 als Landwirt im östlichen Bereich des heutigen Schutzgebiets zu arbeiten begann.

## Beschreibung
Der Park ist ganzjährig von Sonnenauf- bis Sonnenuntergang geöffnet und eignet sich gut zum Angeln auf dem namensgebenden See sowie zum Wandern auf den ausgedehnten Wegen. Besonders beliebt ist das Gebiet jedoch aufgrund seiner vielfältigen Möglichkeiten zum Klettern, da das Gelände über viele Vorkommen von Sandstein- und anderen Gesteinskonglomeraten (bekannt als Roxbury Puddingstone) verfügt. Der nahegelegene Lost Pond verfügt darüber hinaus über einen Schwingrasen. Mit dem ÖPNV ist der Park über die Green Line D und die Station Chestnut Hills bzw. Newton Center zu erreichen, von wo aus jeweils ca. 0,5 mi (0,8 km) zusätzlicher Fußweg erforderlich sind.

## Hammond Pond Parkway

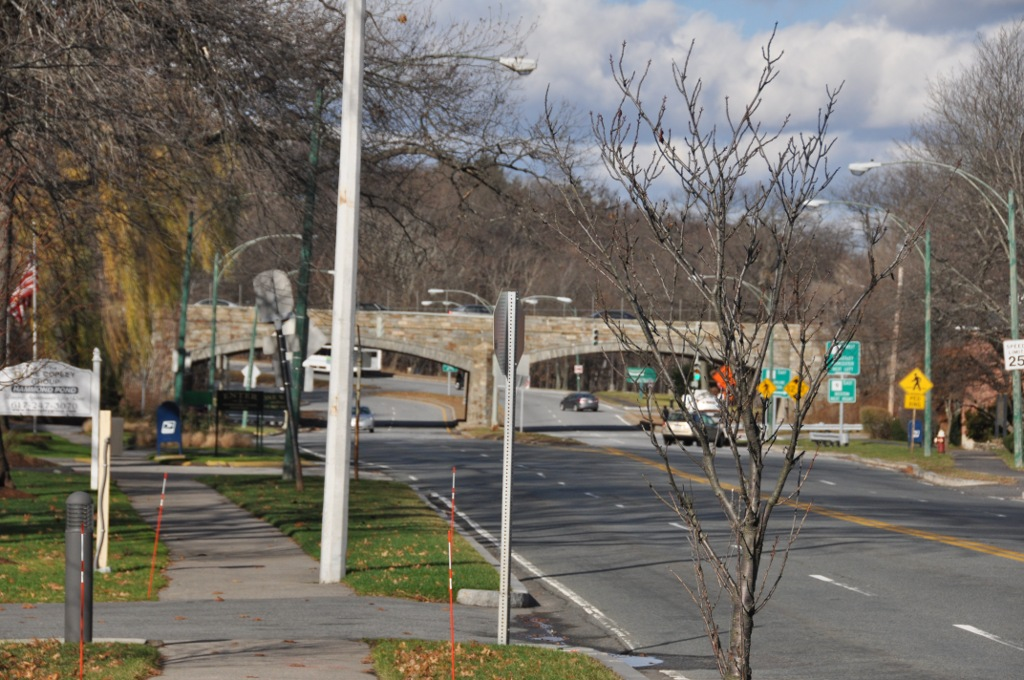
Der Hammond Pond Parkway in Newton

Durch das Parkgebiet verläuft der historische Hammond Pond Parkway, der 1928 von Charles Eliot und den Olmsted Brothers errichtet wurde und seit dem 18. März 2004 unter der Nummer 04000250 in das National Register of Historic Places eingetragen ist. Er führt den West Roxbury Parkway in nördlicher Richtung bis zum Schutzgebiet fort.